# La Chapelle-Saint-Sépulcre
La Chapelle-Saint-Sépulcre é uma comuna francesa na região administrativa do Centro-Vale do Loire, no departamento Loiret. Estende-se por uma área de 6,25 km². Em 2010 a comuna tinha 244 habitantes (densidade: 39 hab./km²).